# Tiro ai Giochi della XXXIII Olimpiade
Le competizioni di tiro ai Giochi della XXXIII Olimpiade si sono svolti dal 27 luglio al 5 agosto 2024 presso il Centro nazionale di tiro sportivo a Châteauroux.
A differenza delle precedenti Olimpiadi, il numero di tiratori in gara nei quindici eventi di questi Giochi è stato ridotto da 360 a 340, con una distribuzione equa tra uomini e donne. Inoltre, sono stati istituiti diversi cambiamenti significativi nel programma di tiro olimpico, tra cui il nuovo formato finale e la sostituzione delle gare di trap a squadre miste con lo skeet a squadre miste.

## Calendario finali
| Q | Qualificazioni | F | Finale |

| Evento↓/Data →                             | Sab 27 | Sab 27 | Dom 28 | Dom 28 | Lun 29 | Lun 29 | Mar 30 | Mar 30 | Mer 31 | Mer 31 | Gio 1 | Gio 1 | Ven 2 | Ven 2 | Sab 3 | Sab 3 | Dom 4 | Dom 4 | Lun 5 | Lun 5 |
| ------------------------------------------ | ------ | ------ | ------ | ------ | ------ | ------ | ------ | ------ | ------ | ------ | ----- | ----- | ----- | ----- | ----- | ----- | ----- | ----- | ----- | ----- |
| Carabina                                   |        |        |        |        |        |        |        |        |        |        |       |       |       |       |       |       |       |       |       |       |
| Carabina 10 metri aria compressa maschile  |        |        | Q      |        | F      |        |        |        |        |        |       |       |       |       |       |       |       |       |       |       |
| Carabina 50 metri 3 posizioni maschile     |        |        |        |        |        |        |        |        | Q      |        | F     |       |       |       |       |       |       |       |       |       |
| Carabina 10 metri aria compressa femminile |        |        | Q      |        | F      |        |        |        |        |        |       |       |       |       |       |       |       |       |       |       |
| Carabina 50 metri 3 posizioni femminile    |        |        |        |        |        |        |        |        |        |        |       | Q     |       | F     |       |       |       |       |       |       |
| Carabina 10 metri aria compressa a squadre | Q      | F      |        |        |        |        |        |        |        |        |       |       |       |       |       |       |       |       |       |       |
| Pistola                                    |        |        |        |        |        |        |        |        |        |        |       |       |       |       |       |       |       |       |       |       |
| Pistola 10 metri aria compressa maschile   | Q      |        |        | F      |        |        |        |        |        |        |       |       |       |       |       |       |       |       |       |       |
| Pistola 25 metri automatica maschile       |        |        |        |        |        |        |        |        |        |        |       |       |       |       |       |       | Q     |       |       | F     |
| Pistola 10 metri aria compressa femminile  | Q      |        |        | F      |        |        |        |        |        |        |       |       |       |       |       |       |       |       |       |       |
| Pistola 25 metri femminile                 |        |        |        |        |        |        |        |        |        |        |       |       | Q     |       |       | F     |       |       |       |       |
| Pistola 10 metri aria compressa a squadre  |        |        |        |        | Q      |        |        | F      |        |        |       |       |       |       |       |       |       |       |       |       |
| Tiro a volo                                |        |        |        |        |        |        |        |        |        |        |       |       |       |       |       |       |       |       |       |       |
| Trap maschile                              |        |        |        |        | Q      | Q      | Q      | F      |        |        |       |       |       |       |       |       |       |       |       |       |
| Skeet maschile                             |        |        |        |        |        |        |        |        |        |        |       |       | Q     | Q     | Q     | F     |       |       |       |       |
| Trap femminile                             |        |        |        |        |        |        | Q      | Q      | Q      | F      |       |       |       |       |       |       |       |       |       |       |
| Skeet femminile                            |        |        |        |        |        |        |        |        |        |        |       |       |       |       | Q     | Q     | Q     | F     |       |       |
| Skeet a squadre                            |        |        |        |        |        |        |        |        |        |        |       |       |       |       |       |       |       |       | Q     | F     |

## Podi

### Uomini
| Evento                         | Oro             | Perform. | Argento               | Perform. | Bronzo           | Perform. |
| Carabina                       |                 |          |                       |          |                  |          |
| 10 m aria compressa (dettagli) | Sheng Lihao     | 252,2    | Victor Lindgren       | 251,4    | Miran Maričić    | 230,0    |
| 50 m 3 posizioni (dettagli)    | Liu Yukun       | 463,6    | Serhij Kuliš          | 461,3    | Swapnil Kusale   | 451,4    |
| Pistola                        |                 |          |                       |          |                  |          |
| 10 m aria compressa (dettagli) | Xie Yu          | 240,9    | Federico Nilo Maldini | 240,0    | Paolo Monna      | 218,6    |
| 25 m automatica (dettagli)     | Li Yuehong      | 32       | Cho Yeong-jae         | 25       | Wang Xinjie      | 23       |
| Tiro a volo                    |                 |          |                       |          |                  |          |
| Fossa olimpica (dettagli)      | Nathan Hales    | 48       | Qi Ying               | 44       | Jean Pierre Brol | 35       |
| Skeet (dettagli)               | Vincent Hancock | 58       | Conner Prince         | 57       | Lee Meng-yuan    | 45       |

### Donne
| Evento                         | Oro                | Perform.      | Argento              | Perform.      | Bronzo         | Perform. |
| Carabina                       |                    |               |                      |               |                |          |
| 10 m aria compressa (dettagli) | Ban Hyo-jin        | 251.8 (+10.4) | Huang Yuting         | 251.8 (+10.3) | Audrey Gogniat | 230,3    |
| 50 m 3 posizioni (dettagli)    | Chiara Leone       | 464,4         | Sagen Maddalena      | 463,0         | Zhang Qiongyue | 452,9    |
| Pistola                        |                    |               |                      |               |                |          |
| 10 m aria compressa (dettagli) | Oh Ye-jin          | 243,2         | Kim Ye-ji            | 241,3         | Manu Bhaker    | 221,7    |
| 25 m (dettagli)                | Yang Ji-in         | 37            | Camille Jedrzejewski | 37            | Veronika Major | 31       |
| Tiro a volo                    |                    |               |                      |               |                |          |
| Fossa olimpica (dettagli)      | Adriana Ruano      | 45            | Silvana Stanco       | 40            | Penny Smith    | 32       |
| Skeet (dettagli)               | Francisca Crovetto | 55            | Amber Rutter         | 55            | Austen Smith   | 45       |

### Misti
| Evento                         | Oro                                   | Argento                                  | Bronzo                                  |
| Carabina                       |                                       |                                          |                                         |
| 10 m aria compressa (dettagli) | Cina Huang Yuting Sheng Lihao         | Corea del Sud Keum Ji-hyeon Park Ha-jun  | Kazakistan Aleksandra Le Islam Satpayev |
| Pistola                        |                                       |                                          |                                         |
| 10 m aria compressa (dettagli) | Serbia Zorana Arunović Damir Mikec    | Turchia Şevval İlayda Tarhan Yusuf Dikeç | India Manu Bhaker Sarabjot Singh        |
| Tiro a volo                    |                                       |                                          |                                         |
| Skeet (dettagli)               | Italia Diana Bacosi Gabriele Rossetti | Stati Uniti Austen Smith Vincent Hancock | Cina Jiang Yiting Lyu Jianlin           |

## Medagliere
| Pos.   | Paese         | Oro | Argento | Bronzo | Totale |
| ------ | ------------- | --- | ------- | ------ | ------ |
| 1      | Cina          | 5   | 2       | 3      | 10     |
| 2      | Corea del Sud | 3   | 3       | 0      | 6      |
| 3      | Stati Uniti   | 1   | 3       | 1      | 5      |
| 4      | Italia        | 1   | 2       | 1      | 4      |
| 5      | Gran Bretagna | 1   | 1       | 0      | 2      |
| 6      | Guatemala     | 1   | 0       | 1      | 2      |
| 6      | Svizzera      | 1   | 0       | 1      | 2      |
| 8      | Cile          | 1   | 0       | 0      | 1      |
| 8      | Serbia        | 1   | 0       | 0      | 1      |
| 10     | Francia       | 0   | 1       | 0      | 1      |
| 10     | Svezia        | 0   | 1       | 0      | 1      |
| 10     | Turchia       | 0   | 1       | 0      | 1      |
| 10     | Ucraina       | 0   | 1       | 0      | 1      |
| 14     | India         | 0   | 0       | 3      | 3      |
| 15     | Australia     | 0   | 0       | 1      | 1      |
| 15     | Taipei cinese | 0   | 0       | 1      | 1      |
| 15     | Croazia       | 0   | 0       | 1      | 1      |
| 15     | Ungheria      | 0   | 0       | 1      | 1      |
| 15     | Kazakistan    | 0   | 0       | 1      | 1      |
| Totale | Totale        | 15  | 15      | 15     | 45     |